# インドキシル硫酸
インドキシル硫酸（インドキシルりゅうさん、3-indoxylsulfuric acid）はインドールが硫酸化した有機化合物である。慣用名はインディゴの前駆体の配糖体と同じインディカンである。体内では、トリプトファン由来のインドールが肝臓で硫酸抱合されて合成される。尿毒症毒素の原因物質といわれている。